# Keurusselkä
Keurusselkä este un lac în Finlanda Centrală între orașele Keuruu la nord și Mänttä la sud. Ea acoperă o suprafață de 117,3 km2. Adâncimea medie este de 6,4 m și are o adâncime maximă de 40 m. Suprafața sa se află la 105,4 m deasupra nivelului mării. Lacul are 27 km lungime și este o parte a bazinului hidrografic Kokemäenjoki.  Keurusselkä a dobândit publicitate internațională în 2004, când o pereche de geologi amatori, au descoperit un crater de impact meteoritic vechi pe malul vestic al lacului.

## Structura de impact
Keurusselkä acoperă un vechi crater de impact, care a fost descoperit în 2003 de către geologi amatori. Conuri distruse, formate din impacturi cu meteoriți, au fost găsite într-o zonă de 11,5 km lățime. Urmele slabe pe baza datelor de elevație digitale sugerează că inelul de impact are de la 10  km la aproximativ 30 km în diametru. Acest lucru face ca structura de impact de la Keurusselkä să fie cea mai mare de acest fel din Finlanda, depășind craterul Lappajärvi.
Datarea cu argon-argon a breciei din zonă a dat o vârstă structurii de impact de 1,14–1,15 miliarde ani (Mezoproterozoic). Această vârstă face ca Keurusselkä să fie una dintre structurile de impact cele mai vechi din Europa. 